# Mandakini
Mandakini, pseudonimo di Yasmeen Joseph (Meerut, 30 luglio 1963), è un'attrice indiana.

## Filmografia parziale
- Mera Saathi, regia di K. Raghavendra Rao (1985)
- Aar Paar, regia di Shakti Samanta (1985)
- Ram Teri Ganga Maili, regia di Raj Kapoor (1985)
- Simhasanam, regia di Krishna (1986)
- Jeeva, regia di Raj N. Sippy (1986)
- Aag Aur Shola, regia di K. Bapaiah (1986)
- Jaal, regia di Umesh Mehra (1986)
- Apne Apne, regia di Ramesh Behl (1987)
- Loha, regia di Raj N. Sippy (1987)
- Pyaar Karke Dekho, regia di D. Rajendra Babu (1987)
- Bhargava Ramudu, regia di A. Kodandarami Reddy (1987)
- Dance Dance, regia di Babbar Subhash (1987)
- Jeete Hain Shaan Se, regia di Kawal Sharma (1987)
- Commando, regia di B.Subhash (1988)
- Tezaab, regia di N. Chandra (1988)
- Agnee, regia di J Om Prakash (1988)
- Jung Baaz, regia di Mehul Kumar (1989)
- Dushman, regia di Shakti Samanta (1990)
- Pyar Ke Naam Qurbaan, regia di Babbar Subhash (1990)
- Andha Bichar, regia di Shakti Samanta (1990)
- Zordaar, regia di Ajay Kashyap (1996)